# The Dusk in Us
The Dusk in Us é o nono álbum de estúdio da banda americana de metalcore Converge. Lançado em 3 de novembro de 2017 pela Epitaph Records e Deathwish Inc., é o primeiro álbum de estúdio da banda desde 2012, após o lançamento de All We Love We Leave Behind. O álbum foi produzido pelo guitarrista da banda, Kurt Ballou, e a arte foi criada pelo vocalista da banda, Jacob Bannon.

## Precedentes
Na primavera de 2017, o baterista Ben Koller anunciou, por meio de uma entrevista, que a banda planejava criar uma lista de faixas para um novo álbum. Produzido pelo guitarrista Kurt Ballou, em 8 de abril a banda foi ao estúdio para gravar o The Dusk in Us.

## Lançamento e promoção
Em 27 de maio de 2017, o jornal DigBoston publicou uma entrevista com o vocalista banda, Jacob Bannon, em que foi revelada a existência de 18 composições para o álbum, descrevendo-as como poderosas e progressivas perante os trabalhos anteriores. Em 25 de julho de 2017, Converge lançou o single "I Can Tell You About Pain", acompanhado de um videoclipe dirigido por Tony Wolski. Em 15 de agosto, Converge anunciou o segundo single do álbum, "Under Duress", disponível para download em plataformas digitais de streaming. Descrita por Bannon, a canção apresenta um contexto de reação emocional ao complexo mundo em que vivemos. Após o anúncio do segundo single, foram reveladas a capa e a lista de faixas do álbum. Em 27 de agosto, a banda realizou uma turnê pelos países da Europa. Em 27 de setembro, o terceiro single, "Reptilian", foi disponibilizado nas plataformas digitais. O quarto single do álbum, "A Single Tear", esteve disponível nas plataformas em 31 de outubro, seguido de um videoclipe dirigido por Max Moore. De acordo com a banda, o videoclipe do quarto single é pesado e com simbologias sobre a paternidade e a conexão. Em 3 de novembro de 2017, o álbum foi lançado pelas gravadoras Epitaph Records e Deathwish Inc.

## Recepção

### Comercial
Na Billboard 200 dos Estados Unidos, o álbum The Dusk in Us alcançou a sexagésima posição. No dia do lançamento, ocupou a quarta posição no chart americano do iTunes, permanecendo quatro dias no mesmo lugar.

### Crítica
| Críticas profissionais | Críticas profissionais |
| Pontuações agregadas   | Pontuações agregadas   |
| Fonte                  | Avaliação              |
| ---------------------- | ---------------------- |
| Metacritic             | 90                     |
| Avaliações da crítica  |                        |
| Fonte                  | Avaliação              |
| AOTY                   | 83%                    |
| AnyDecentMusic?        | 8.0/10                 |
| AllMusic               | 4.0 de 5 estrelas.     |
| Alternative Press      | 4.5 de 5 estrelas.     |
| The Boston Globe       | Farovável              |
| Exclaim!               | 8/10                   |
| The Guardian           | 4.0 de 5 estrelas.     |
| Kerrang!               | 5.0 de 5 estrelas.     |
| Pitchfork              | 8.2/10                 |
| The Skinny             | 5.0 de 5 estrelas.     |

Em termos gerais, o álbum recebeu inúmeras críticas e avaliações positivas. No Metacritic, conta com uma pontuação de 90 de 100 pontos, baseada em 17 críticas. O colunista da revista Exclaim", Joe Smith-Engelhardt, avaliou o álbum positivamente, indicando que a banda progrediu sua sonoridade para outros níveis e que isso os trouxe mais unicidade.

## Desempenho
| Chart (2017)                          | Posição |
| ------------------------------------- | ------- |
| Australian Albums (ARIA)              | 79      |
| Bélgica (Ultratop Flandres)           | 136     |
| Alemanha (Offizielle Deutsche Charts) | 79      |
| Escócia (Official Scottish Albums)    | 75      |
| Reino Unido (Official Albums Chart)   | 100     |
| Estados Unidos (Billboard 200)        | 60      |
| Estados Unidos (Top Hard Rock Albums) | 1       |
| Estados Unidos (Top Rock Albums)      | 6       |

## Lista de faixas
| N.º            | Título                          | Duração |  |
| 1.             | "A Single Tear"                 | 3:59    |  |
| 2.             | "Eye of the Quarrel"            | 2:14    |  |
| 3.             | "Under Duress"                  | 3:42    |  |
| 4.             | "Arkhipov Calm"                 | 2:53    |  |
| 5.             | "I Can Tell You About Pain"     | 2:23    |  |
| 6.             | "The Dusk in Us"                | 7:23    |  |
| 7.             | "Wildlife"                      | 2:29    |  |
| 8.             | "Murk & Marrow"                 | 3:01    |  |
| 9.             | "Trigger"                       | 3:33    |  |
| 10.            | "Broken by Light"               | 1:46    |  |
| 11.            | "Cannibals"                     | 1:15    |  |
| 12.            | "Thousands of Miles Between Us" | 4:42    |  |
| 13.            | "Reptilian"                     | 4:33    |  |
| Duração total: | Duração total:                  | 43:53   |  |

## Créditos

### Converge
- Jacob Bannon – vocais
- Kurt Ballou – guitarra, baixo e backing vocals
- Nate Newton – baixo, guitarra e backing vocals
- Ben Koller – bateria e percussão

### Estúdio
- Kurt Ballou – produção, engenharia e mixagem
- Robert Cheeseman – assistente de engenharia
- Alex Garcia-Rivera – roadie
- Alan Douches – masterização

### Design gráfico
- Jacob Bannon – arte da capa, design e ilustrações